# Катлабуг (селище)
Катла́буг, до 1941 року Шикирли-Китай, у 1941-2024 рр. Суворове (гаг. Şıkırlı-Kıtay, рум. Șichirlichitai, болг. Шикирли Китай, крим. Katlabug) — селище Ізмаїльського району Одеської області. Адміністративний центр Суворовської селищної громади.
Засноване у 1819 році болгарськими переселенцями. Селище розташовано над озером Катлабуг, 6 400 меш. (1970), 4 835 меш. (2001). Основу економіки селища складає харчова промисловість.

## Географія

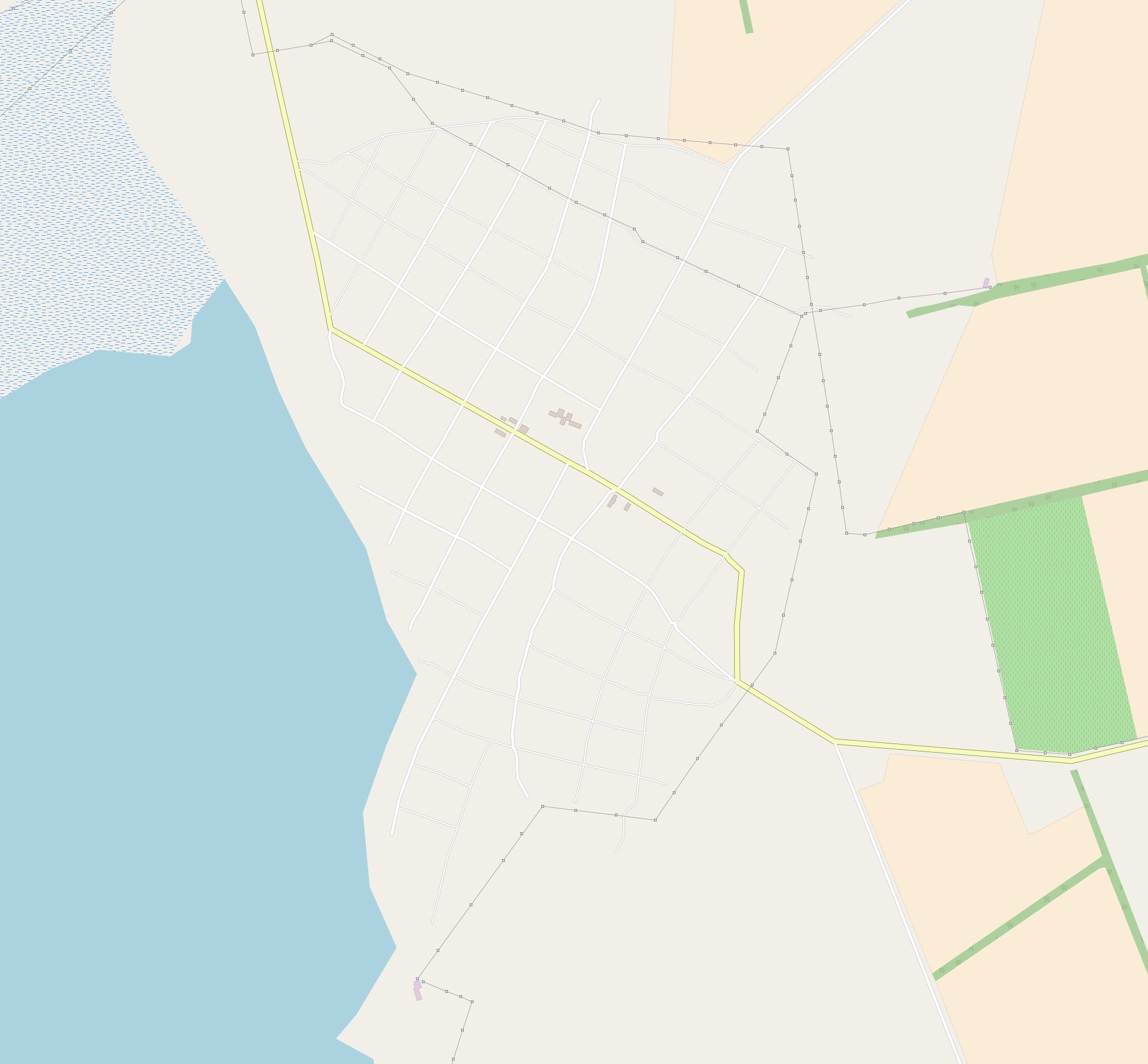
Схематична карта селища

Катлабуг знаходиться в рівнинній ділянці на північно-західному березі озера Катлабуг, за 36 км в північно-західному напрямку від Ізмаїлу.

## Історія

### У складіРосійської імперіїв 1819—1857 роках
Село Шикирли-Китай було засноване в 1819 році болгарськими переселенцями, але припускається що такі поселенці знаходилися в цих місцях і раніше. Назва села залишилася від пастухів-ногайців, які проживали тут у 1807—1809 роках. Указом російського імператора Олександра I від 29 грудня 1819 року, що регулює статус болгарських колоній, Шикирли-Китай було вказане селом в Ізмаїльському повіті.
У 1852 році в Шикирли-Китаї проживають 1042 чоловік.

### У складі Молдавського князівства (Румунії) в 1857—1878 роках
Відповідно до Паризького миру в 1856 році, південна частина Бессарабії, в тому числі Шикирли-Китай, входить до складу Молдавського князівства (з 1861 — в складі об'єднаної Румунії).
У 1858 році молдавська влада дозволили відкрити в селі болгарську початкову школу, але в 1868—1869 навчальному році румунська влада спрямувала свої дії на румунізацію цього навчального закладу. У 1869 році болгарські вчителі викладали лише дві години на день.
У 1861—1862 роках жителі Шикирли-Китаю приєдналися до переселенського руху бессарабських болгар з Румунії та Росії і заснували село в Таврії, пізніше перейменоване на Софіївку.
З 1860 року громада селища мала печатку з гербом — зображенням пʼяти (на пізнішій печатці двох) цукрових голів, які помилково були атрибутовані як фігури жінок у турецькому вбранні. Цукрові голови мали символізувати назву поселення, що в перекладі означає «Цукровий берег».

### У складі Російської імперії в 1878—1917 роках
У період 1878—1918 село знову опинилася в Російській імперії. На початку ХХ століття в Шикирли-Китаї налічувалося 432 будинки і проживало 2932 жителі.

### У складі Румунського королівства в 1918—1940 та 1941—1944 роках
У 1918—1940 і 1941—1944 роках Шикирли-Китай знаходився в складі Королівства Румунія. За даними перепису 1930 року загальна чисельність жителів становила 4267 осіб, з яких 4095 болгари (95,97 %), 78 румунів (1,83 %), 27 росіян (0,63 %), 26 поляків, 6 гагаузів, 5 греків, 3 євреїв і 1 серб.
У 1941—1944 роках під час правління румунського уряду в Бессарабії протягом Другої світової війни село стало йменуватися Король Міхай I (Regele Mihai I).

### У складі Радянського Союзу в 1940—1941 та 1944—1991 роках
З кінця червня 1940 по червень 1941 року Шикирли-Китай знаходиться у складі Радянського Союзу. У січні 1941 року створено перший колгосп — «А. В. Суворов». У тому ж році село було перейменовано в Суворове і призначено центром району, яким і було до 1959 року. У 1941 році радянська влада провела перші репресії, зачіпаючи 11 багатих сімей так званих «куркулів».
З 1944 по 1991 рік Суворове знову в складі СРСР. За роки, що минули після 1944 року, було завершено колективізацію. У 1959 році Суворовський район було скасовано і село ввійшло до складу Ізмаїльського району. У 1961 році Суворове отримало статус селища міського типу.

### У складі України
З 1991 року Суворове знаходиться у складі незалежної України.
12 червня 2020 року, відповідно до Розпорядження Кабінету Міністрів України від № 724-р «Про визначення адміністративних центрів та затвердження територій територіальних громад Одеської області», увійшло до складу Суворовської селищної територіальної громади.
19 липня 2020 року, в результаті адміністративно-територіальної реформи та ліквідації Кілійського району, селище увійшло до складу Ізмаїльського району.
19 вересня 2024 року Верховна Рада підтримала перейменування селища Суворове на Катлабуг. 26 вересня 2024 року перейменування набуло чинності.

## Символіка
Герб: У щиті срібне увігнуте вістря, що ділить його на праве червоне і ліве зелене поля. У вістрі пурпурова троянда із зеленими листочками і золотим осердям. У правому полі золотий бик вліво, що стоїть на задніх ногах. У лівому – срібний вовк вправо, що стоїть на задніх ногах. Щит подано в декоративному картуші у стилі українського бароко, прикрашеному листям та гронами винограду та увінчаному срібною міською короною.
Прапор: Полотнище квадратної форми, що складається з двох рівновеликих горизонтальних смуг – зеленої верхньої та червоної нижньої, від древка до середини прапора відходить білий клин, на якому пурпурова троянда із зеленими листочками і жовтим осердям.
Пояснення: Троянда, бик і вовк символізують три національні спільноти, що заснували поселення і складають сьогоднішнє населення громади – болгар, молдаван і гагаузів відповідно. Срібне вістря символічно уособлює озеро Катлабуг, на березі якого розташовано селище. Три кольори прапора означають три багатства, якими пишаються мешканці Катлабуга – родючу землю (зелений), вино (червоний) і бринзу (білий).
Автори: Ірина Пукалова, Олександр Лісниченко
Символи затверджено рішенням 44-ї сесії 8-го скликання селищної ради від 17 листопада 2024 року.

## Населення
Кількість мешканців становить 4835 осіб (2001 р.). Щільність — 874 осіб/км². Більшість жителів є болгарами за походженням.
| Рік  | Населення |
| ---- | --------- |
| 1852 | 1042      |
| 1930 | 4267      |
| 1970 | 6400      |
| 2001 | 4835      |

### Мова
Розподіл населення за рідною мовою за даними перепису 2001 року:
| Мова            | Кількість | Відсоток |
| --------------- | --------- | -------- |
| болгарська      | 3435      | 71.04%   |
| російська       | 747       | 15.45%   |
| українська      | 383       | 7.92%    |
| румунська       | 173       | 3.58%    |
| циганська       | 47        | 0.97%    |
| гагаузька       | 22        | 0.46%    |
| білоруська      | 13        | 0.27%    |
| німецька        | 1         | 0.02%    |
| угорська        | 1         | 0.02%    |
| інші/не вказали | 13        | 0.27%    |
| Усього          | 4835      | 100%     |

## Економіка
Мешканці селища зайняті переважно в сільському господарстві (вирощуванні зерна, виноградарстві та розведенні великої рогатої худоби). Також є завод із виробництва асфальту та молочна ферма.